# Rod Riffler
Rod Riffler, all'anagrafe Rudolf Ungar (Osijek, 5 gennaio 1907 – Jasenovac, 1941) è stato un ballerino croato. Ebreo e omosessuale, fu vittima dell'olocausto.

## Biografia
Nacque a Osijek in una famiglia ebraica, figlio di Makso Ungar ed Ilka Land e fratello di Marie Louise, Marija e Rafael Ungar. Dopo essersi trasferito a Zagabria, Riffler aprì una scuola di danza moderna tra le più apprezzate e popolari del tempo. Tra i suoi numerosi allievi vi fu anche l'attrice bambina Lea Deutsch, di cui era molto amico della madre Ivka. Nel 1941 fu vittima dei rastrellamenti della Ustascia in quanto omosessuale ed ebreo e fu deportato al campo di concentramento di Jasenovac, dove morì di stenti all'età di trentaquattro anni.